# Zgierz
Zgierz  (← poloneză) este un municipiu în voievodatul Łódź, Polonia. Are o populație de 58 164 locuitori   și suprafață de 42,33 km².

## Personalități născute aici
- Helena Wiewiórska (1888 - 1967), prima femeie avocat din Polonia.

## Galerie foto

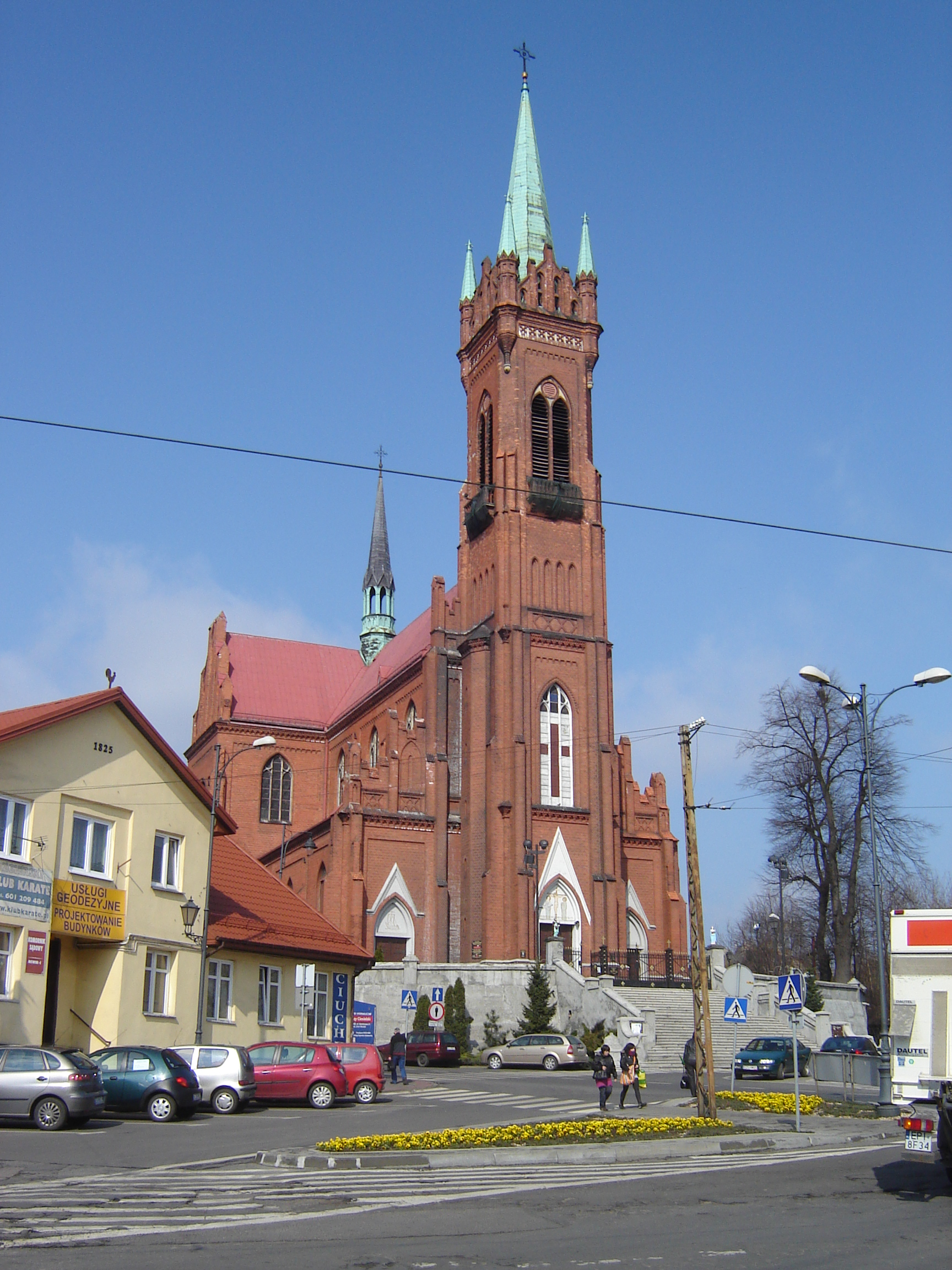
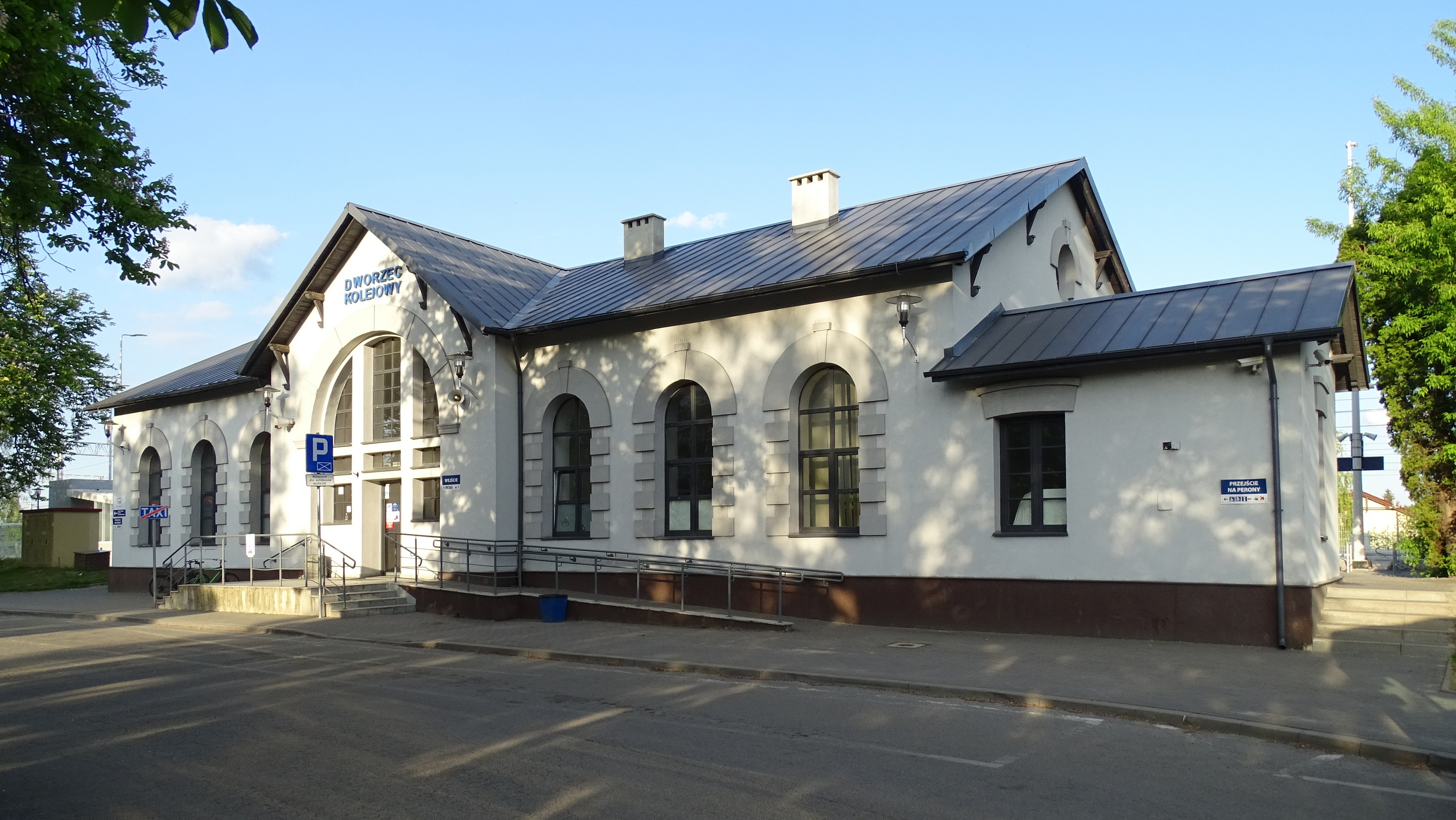
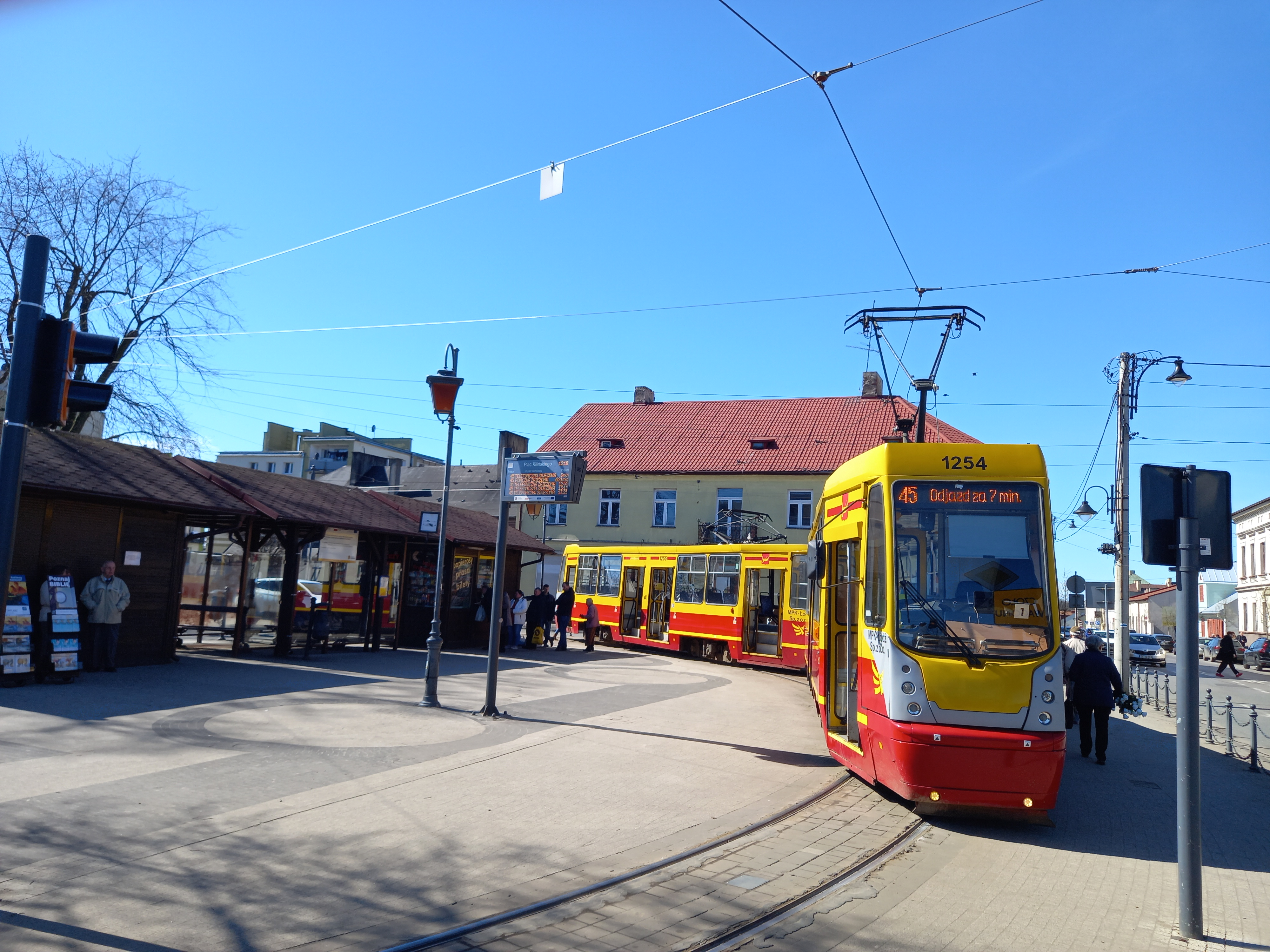

## Hărți
- Wikimapia: Zgierz